# المجلس الأعلى للاتحاد
المجلس الأعلى للاتحاد، هو السلطة الدستورية العليا في دولة الإمارات العربية المتحدة، وأعلى هيئة تشريعية وتنفيذية في دولة الإمارات العربية المتحدة. حل المجلس الأعلى للإتحاد محل مجلس الإمارات المتصالحة السابق عند تشكيل دولة الإمارات العربية المتحدة في عام 1971، حيث وضع السياسات العامة وأقر التشريعات الإتحادية، ويعتبر أعلى سلطة اتحادية من حيث التسلسل الهرمي في السلطات الاتحادية الخمس المنصوص عليها في الدستور، يليه الرئيس ونائب الرئيس، ومجلس الوزراء الاتحادي، والمجلس الوطني الاتحادي، والقضاء الاتحادي.
يجتمع المجلس الأعلى للاتحاد أربع مرات كل عام وغالباً ما تكون اجتماعاته بشكل غير رسمي ويحضر اجتماعات المجلس الذي يتكون من حكام الإمارات السبعة أو من ينوب عنهم في إمارتهم في حالة غيابهم. ولكل منهم صوت واحد في قرارات المجلس.

## تاريخ
تأسس مجلس الإمارات المتصالحة كهيئة استشارية غير رسمية وعقد اجتماعه الأول في 23 مارس 1952 للتقريب بين الحكام وبحث إمكانية تشكيل اتحاد سياسي أو اقتصادي في المستقبل. نشأ المجلس بعد الاعتراف البريطاني بالفجيرة كإمارة مستقلة ضمن الإمارات المتصالحة. كان المجلس يجتمع مرتين سنوياً برئاسة الممثل البريطاني في دبي، وعقد 30 اجتماعاً بين عامي 1952 و1968. وفي عام 1964، عين عدي البيطار مستشار قانوني للمجلس. وفي عام 1965، تم إنشاء مجلس تنمية الساحل المتصالح. وفي عام 1966 انسحبت الوكالة السياسية البريطانية من رئاسة الاجتماعات وانتخب الشيخ صقر القاسمي رئيساً الذي خلفه لاحقاً الشيخ زايد بن سلطان حاكم أبو ظبي.
تشكّل المجلس الأعلى للاتحاد من حكام الإمارات الست التي وقّعت على الدستور بعد إعلان قيام الاتحاد في عام 1971، وكان يُعرف سابقًا بـمجلس الإمارات المتصالحة. انتُخب الشيخ زايد بن سلطان آل نهيان، حاكم إمارة أبو ظبي، رئيسًا للاتحاد، وتم تشكيل أول حكومة اتحادية. وفي 23 ديسمبر من العام نفسه، تقدّمت إمارة رأس الخيمة بطلب رسمي للانضمام إلى الاتحاد، وقد وافق المجلس الأعلى على الطلب، لتصبح رأس الخيمة العضو السابع في الاتحاد في 10 فبراير 1972.

## صلاحيات الإمارات
بحكم الدستور فإنه لكل إمارة أن تحتفظ بعضويتها في منظمة الدول المصدرة للنفط أوبك وفي منظمة الأقطار العربية المصدرة للنفط أوابك أو أن تحصل على هذه العضوية، لم تقم أي إمارة بذلك والعضو الوحيد كان إمارة أبو ظبي وتنازلت عن عضويتها لصالح الاتحاد عام 1971.
العلاقة الاتحادية والمحلية تتطور مع تقدم الزمن. وقد استفادت بعض الإمارات الصغرى من الاتحاد في مجالات التعليم والسياحة، وفي مجالات أخرى كالقضاء، وظهرت نزعة متطورة نحو المزيد من التنازل الطوعي عن السلطة المحلية إلى المؤسسات الاتحادية.

## أعضاء المجلس الأعلى للاتحاد
أعضاء المجلس الأعلى محصورة على حكام الإمارات وهم:
- الشيخ محمد بن زايد آل نهيان: رئيس المجلس الأعلى للاتحاد، رئيس الدولة، حاكم إمارة أبو ظبي.
- الشيخ محمد بن راشد آل مكتوم: نائب رئيس المجلس الأعلى للاتحاد، نائب رئيس الدولة، رئيس مجلس الوزراء، حاكم إمارة دبي.
- الشيخ سلطان بن محمد القاسمي: عضو المجلس الأعلى للاتحاد، حاكم إمارة الشارقة.
- الشيخ حميد بن راشد النعيمي: عضو المجلس الأعلى للاتحاد، حاكم إمارة عجمان.
- الشيخ سعود بن راشد المعلا: عضو المجلس الأعلى للاتحاد، حاكم إمارة أم القيوين.
- الشيخ سعود بن صقر القاسمي: عضو المجلس الأعلى للاتحاد، حاكم إمارة رأس الخيمة.
- الشيخ حمد بن محمد الشرقي: عضو المجلس الأعلى للاتحاد، حاكم إمارة الفجيرة.